# 真矢武
真矢 武（まや たけし、1967年3月24日 - ）は、日本の俳優。元JACブラザーズのメンバー。

## 来歴
1984年5月に千葉真一が主宰するジャパン・アクション・クラブ（JAC）へ14期生、JAC養成所研修生では第1期生として入団。同期には浅利俊博・岡元次郎・久保田香織・砂川真吾・澄川真琴・堤真一らがいる。JACブラザーズのメンバーとして活躍。解散後、JACミュージカル『スタントマン 愛の物語』、ブロードウェイミュージカル『リトルショップ・オブ・ホラーズ』、音楽座ミュージカル『シャボン玉とんだ宇宙までとんだ』などで主演をしたほか、映画『将軍家光の乱心 激突』、『リメインズ 美しき勇者たち』では主要キャストを演じた。
映画『ラスト サムライ』への出演をきっかけとして映画制作に熱意を燃やし、自らの経験を集大成して制作した『Short Film 影KAGE』は、日米のフィルム・フェスティバルに選抜され、2007年、フィラデルフィアのBig Bang Film FestivalではBest Action賞を獲得、ロサンゼルスのAction On Film Festivalでは外国語作品賞を受賞した。2008年、日本のショートショートフィルムフェスティバルではネオジャパンプログラムに選ばれる。
その後一切の沈黙が続いたが、2021年8月19日の千葉真一の死去をきっかけに復帰。千葉への追悼の意を込めたアクション短編作品を自主制作で発表している。

## 出演

### テレビドラマ
- 月曜ドラマランド 仮面の忍者 赤影 （1985年、フジテレビ）
- 巨獣特捜ジャスピオン(1985年11月1日テレビ朝日) ‐ジャックブラザーズ
- セーラー服反逆同盟 （1986年 - 1987年、日本テレビ） - 佐川武
- ファミリードラマ 旅少女 （1987年、NHK）
- 織田信長（1989年、TBS）
- 坂本龍馬（1989年、TBS）
- 十七人の忍者 (1990年) - 半四郎
- 徳川無頼帳 （1992年、テレビ東京） - 嵐

### 映画
- 将軍家光の乱心 激突 (1987年) - 堀田正俊
- YAWARA (1989年) - 須藤
- リメインズ 美しき勇者たち (1990年) - 次郎
- 忠臣蔵外伝　四谷怪談 (1994年) - 大石主税
- 重甲ビーファイター (1995年) - 傭兵ドラゴ
- 美女奉行 おんな牢秘抄 (1995年) - 巨摩主水介
- 美女奉行 おんな牢秘抄II (1995年) - 巨摩主水介
- 迷宮 LABYRINTH（1996年）- 主演
- ラスト サムライ (2003年) - 勝元配下
- Short Film 影kage (2007年) - 陸

### 演劇
- ゆかいな海賊大冒険 （1984年、新宿コマ劇場） - アンサンブル
- 酔いどれ公爵 （1985年、新宿コマ劇場） - フェリックス・シャンテ
- スタントマン 愛の物語 （1987年、新宿コマ劇場） - 武
- GANKUTSU OU （1991年、青山劇場）
- 聖闘士星矢 （1991年、青山劇場） - シードラゴン
- リトルショップ・オブ・ホラーズ （1991年、博品館劇場) - シーモア
- ラカージュ・オ・フォール (1993年・1997年・1999年、青山劇場） - ジャコブ
- ラブレターズ （1993年、パルコパート3劇場） - アンディ
- シャボン玉とんだ宇宙までとんだ (1993年、芸術劇場) - 三浦悠介
- 月が地球にキスをする (1995年、代々木体育館) - マネージャー
- ジャックブレルは今日もパリで歌っている (1999年、T.Y.ハーバーシアター)
- スヌーピーザ!!! ミュージカル (2001 - 2002年、博品館劇場)　ライナス
- 未来伝説桃太郎 (2001年、天王洲アイル劇場)　日吉丸
- GODSPELL (2001,2002,2005年、ルテアトル銀座・芸術劇場)
- 森は生きている (2003年、ルテアトル銀座) - 森の精霊
- マッスルミュージカル (2004年、横浜マッスルシアター)
- サクラ大戦歌謡ショウ (2006年、青山劇場) - モンスター